# Coelogynoporidae
Famille
Les Coelogynoporidae sont une famille de vers plats marins de l'infra-ordre des Lithophora et de l'ordre des Proseriata.

## Systématique
Le nom valide complet (avec auteur) de ce taxon est Coelogynoporidae Karling, 1966.

### Liste des genres
Selon la base de données World Register of Marine Species (17 décembre 2023), la famille des Coelogynoporidae regroupe les genres suivants :
- Carenscoilia Sopott, 1972
- Cirrifera Sopott, 1972
- Coelogynopora Steinböck, 1924
- Ezona Tajika, 1980
- Invenusta Sopott-Ehlers, 1976
- Macroatrium Riser, 1981
- Parainvenusta Curini-Galletti, 2010
- Pseudovannuccia Faubel & Rohde, 1998
- Vannuccia Marcus, 1948

### Synonymes
Le genre Stilivannuccia Faubel & Rohde, 1998 est Vannuccia Marcus, 1948.